# Eudoksja Łopuchina
Eudoksja Fiodorowna Łopuchina, ros. Евдокия Фёдоровна Лопухина (ur. 30 lipca?/9 sierpnia 1669, zm. 27 sierpnia?/7 września 1731)  – caryca Rosji jako pierwsza żona Piotra I Wielkiego w latach 1689-1698, babka cesarza Piotra II Romanowa.  

## Życiorys
Eudoksja pochodziła z bogatej rodziny bojarskiej. Jej ojcem był Fiodor Awramowicz Łopuchin. 17 stycznia?/27 stycznia 1689 poślubiła Piotra I krótko przed nieudanym zamachem na życie cara, przygotowanym przez jego przyrodnią siostrę Zofię Romanową (aby przestał jej zagrażać w drodze do tronu). Z tego związku urodziło się trzech synów.
- Dzieci Eudoksji i Piotra[a]:

1. Aleksy Piotrowicz (ur. 18 lutego 1690, zm. 26 lipca 1718), uwięziony na polecenie ojca, torturowany i stracony w Pietropawłowsku za spiskowanie przeciw niemu, ojciec cesarza Piotra II;
2. Aleksander Piotrowicz (ur. 23 października 1691, zm. 14 maja 1692);
3. Paweł Piotrowicz (ur. 1693, zm. 1693).

Piotr oddalił Eudoksję w 1698, zamknąwszy ją potem w monasterze Opieki Matki Bożej w Suzdalu (ok. 200 km od Moskwy). Zmuszona do przyjęcia postrzyżyn mniszych, otrzymała imię zakonne Helena. Przełożone klasztoru miały z nią nieco problemów, gdyż podczas swojego pobytu naruszała zasady klasztoru i spiskowała przeciwko mężowi, przez co zesłano ją później do bardziej oddalonego miejsca - monasteru Zaśnięcia Matki Bożej w Starej Ładodze. Za życia Eudoksji, w 1712 r., Piotr I poślubił jedną ze swoich kochanek, Katarzynę Aleksiejewnę.
Z rozkazu Katarzyny I, już jako samodzielnej władczyni po śmierci Piotra I, Eudoksja po prawie 30 latach została uwolniona.
W lutym 1728 r. odbyła się koronacja jej jedynego wnuka, wyznaczonego przez Katarzynę na jej następcę - Piotra II. Eudoksja otrzymała od nowego cara 60 tysięcy rubli rocznej pensji.
Ostatnie lata życia spędziła w klasztorze Nowodziewiczym, w Moskwie, gdzie też ją pochowano. 
Eudoksja zmarła w 1731 r. przeżywszy o kilka lat swego byłego męża i jego drugą żonę, wszystkie swoje dzieci i wszystkie swoje wnuki. Przeżyła także narzeczoną wnuka - Marię Mienszykową i jej ojca oraz wszystkie dzieci ze związku Piotra i Katarzyny z wyjątkiem przyszłej cesarzowej Elżbiety.
Tuż przed śmiercią Piotra II zaproponowano umierającemu carowi, aby wyznaczył Eudoksję na swą następczynię, jednak ten był już skrajnie wyczerpany i umarł bez podjęcia żadnej decyzji.